# Casuarius lydekkeri
Casuarius lydekkeri — вимерлий нелітаючий вид безкілевих птахів родини Казуарові (Casuariidae). Інша назва — казуар карликовий. Вид існував у плейстоцені. Викопні рештки виду знайдені в Австралії у штаті Новий Південний Уельс та у Папуа Нова Гвінея.